# Coupe d'Océanie féminine de football 2018
Navigation
Édition précédente Édition suivante
La Coupe d'Océanie féminine de football 2018, onzième édition de la Coupe d'Océanie de football féminin, met aux prises les huit meilleures sélections féminines de football d'Océanie affiliées à la OFC. La compétition se déroule en Nouvelle-Calédonie du 18 novembre au 1er décembre 2018. Elle sert également de tournoi qualificatif pour la Coupe du monde féminine de football 2019, qui se déroule en France, ainsi que pour les Jeux olympiques de Tokyo et pour lesquels l'équipe vainqueur se qualifie.

## Éliminatoires
Les 4 nations les moins bien classées de l'OFC féminine le 21 mars 2018, jour du tirage au sort à Auckland, en Nouvelle-Zélande doivent passer par des éliminatoires, les 7 autres étant directement qualifiées pour la phase finale.
| Rang | Équipe            | Pts | J | G | N | P | Bp | Bc | Diff |  | Résultats (▼ dom., ► ext.) |     |     |     |     |
| ---- | ----------------- | --- | - | - | - | - | -- | -- | ---- |  | -------------------------- | --- | --- | --- | --- |
| 1    | Fidji (H)         | 7   | 3 | 2 | 1 | 0 | 7  | 1  | +6   |  | Fidji (H)                  |     | 2-0 | 0-0 |     |
| 2    | Vanuatu           | 6   | 3 | 2 | 0 | 1 | 3  | 5  | -2   |  | Vanuatu                    | 1-5 | 1-0 |     |     |
| 3    | Salomon           | 4   | 3 | 1 | 1 | 1 | 2  | 1  | +1   |  | Salomon                    |     |     |     | 0-1 |
| 4    | Samoa américaines | 0   | 3 | 0 | 0 | 3 | 0  | 5  | -5   |  | Samoa américaines          |     |     | 0-2 |     |

- (si en caractère gras) : Sélection qualifiée pour le tournoi final

## Tournoi final

### Règlement
- une victoire compte pour 3 points ;
- un match nul compte pour 1 point ;
- une défaite compte pour 0 point.

Le classement des équipes est établi grâce aux critères suivants :
1. Plus grand nombre de points obtenus dans tous les matchs du groupe ;
2. Meilleure différence de buts dans tous les matchs du groupe ;
3. Plus grand nombre de buts marqués dans tous les matchs du groupe ;
4. Plus grand nombre de points obtenus entre les équipes à égalité ;
5. Meilleure différence de buts dans tous les matchs du groupe entre les équipes à égalité ;
6. Plus grand nombre de buts marqués dans tous les matchs du groupe entre les équipes à égalité ;
7. Classement du fair-play dans tous les matchs du groupe, en appliquant le barème suivant :
  - Un carton jaune compte pour -1 point ;
  - Un second carton jaune dans le même match pour une même joueuse compte pour -3 points ;
  - Un carton rouge direct compte pour -4 points ;
8. Tirage au sort.

- Les deux premiers de chaque groupe sont qualifiés pour les demi-finales où le premier d'un groupe affronte le deuxième de l'autre.
- Seule l'équipe qui remporte le titre est qualifiée pour la Coupe du monde 2019.